# Еріставі
Еріставі — деякі грузинські князівські роди правителів-еріставі. Існує п'ять таких князівських родів:
1. Еріставі-Арагвські, що володіли долиною річки Арагві;
2. Еріставі-Ксанські, що володіли долиною річки Ксані, значною частиною нинішньої Південної Осетії;
3. Еріставі-Рачинські, з роду Чхеідзе, що володіли Рачей;
4. Еріставі-Гурійські, з роду Шервашідзе.
5. Еріставі-Імеретинські.

## Відомі носії
- Ерістов Олександр Миколайович (1873—1955) — російський і грузинський воєначальник, генерал-лейтенант.
- Ерістов Андрій Михайлович (1855—1932) — член Державної ради Російської імперії.
- Еріставі Варлам Давидович (в чернецтві  Варлаам ; 1763—1830) — єпископ Грузинської, а потім Російської православної церкви, митрополит Мцхетський і Карталинський, екзарх Грузії.
- Еріставі Георгій Давидович (1811—1864) — грузинський письменник і драматург, режисер, актор, громадський діяч, перекладач.
- Ерістов Георгій Овсійович (Ерістов-Ксанський) (1769—1863) — князь, генерал від інфантерії, сенатор, учасник Кавказьких походів.
- Ерістов Георгій Романович (1812—1891) — наказний отаман Кавказького лінійного козачого війська, генерал-ад'ютант, Кутаїський генерал-губернатор.
- Еріставі Давид Георгійович (1852—1890) — поет і драматург.
- Ерістов Давид Євстахійович (1843—1910) — генерал від кавалерії, герой облоги Геок-Тепе в 1880—1881 роках.
- Ерістов Дмитро Олексійович (1797—1858) — російський письменник, генерал-аудитор Російського імператорського флоту.
- Еріставі Костянтин Давидович (1889—1975) — радянський хірург, академік АН Грузинської РСР, Герой Соціалістичної Праці
- Ерістов Микола Дмитрович (1821/23 — 1856) — російський воєначальник.
- Еріставі Рафаел Давидович (1824—1901) — грузинський поет, перекладач, етнограф і збирач фольклору.
- Ерістов Реваз Георгійович (в чернецтві  Роман ; пом. 1753) — єпископ Грузинської православної церкви, митрополит Самтаврійський і Горійський, письменник.